# Холанд (Ајова)
Холанд (енгл. Holland) град је у америчкој савезној држави Ајова. По попису становништва из 2010. у њему је живело 282 становника.

## Демографија
Према попису становништва из 2010. у граду је живело 282 становника, што је 32 (12,8%) становника више него 2000. године.
| Група             | 2000.       | 2010.       |
| Белци             | 249 (99,6%) | 281 (99,6%) |
| Афроамериканци    | 0 (0,0%)    | 0 (0,0%)    |
| Азијати           | 1 (0,4%)    | 0 (0,0%)    |
| Хиспаноамериканци | 0 (0,0%)    | 0 (0,0%)    |
| Укупно            | 250         | 282         |